# 松鸡科
松鸡科（學名：Tetraonidae），在鸟类传统分类系统中是鸟纲鸡形目中的一个科。所有的松鸡都生活在北半球，大多为留鸟。
松鸡主要为植食性，但有时也吃昆虫，尤其是幼鸟。
松鸡科一共包括七个属：
- 花尾榛鸡属 Bonasa
- 艾草松鸡属 Centrocercus
- 蓝松鸡属 Dendragapus
- 镰翅鸡属 Falcipennis
- 雷鸟属 Lagopus
- 松鸡属 Tetrao
- 草原松鸡属 Tympanuchus

松鸡是相当结实的鸡类。它们的身高范围从31厘米（12英寸）到95厘米（37英寸），体重范围从0.3公斤（11盎司），到6.5公斤（14磅）。公鸡较母鸡重两倍，鼻孔有羽毛。它们的脚到脚趾都生有羽毛，冬季时连脚趾都长了羽毛，不像其他的鸡类，他们脚上没有马刺。